# قضايا بيئية في منغوليا
هناك العديد من القضايا البيئية الملحة في منغوليا التي تضر بالصحة البشرية والبيئية. نشأ جزء من هذه المشاكل نتيجة العوامل الطبيعية، ولكنها ازدادت بسبب الأنشطة البشرية. يُعد تغير المناخ أحد هذه القضايا، والذي سيكون مسؤولًا عن زيادة التصحر وحدوث الكوارث الطبيعية وانحلال التربة. تُعد إزالة الغابات أحد القضايا الأخرى التي تتوسع بسبب الإهمال البشري والآفات والأمراض والحرائق. أصبحت الأراضي المنغولية أكثر جفافاً نتيجةً للتصحر، وهي عملية تتفاقم بسبب الاستخدام غير المسؤول للأرض. بالإضافة إلى ذلك، تختفي المزيد والمزيد من الأنواع المعرضة لخطر الانقراض. ويتعامل المنغوليون في المراكز السكانية بشكل خاص مع تلوث الهواء والماء الناجم عن التحول الصناعي.

## التغير المناخي
هدد تغير المناخ أساليب حياة الرعاة التقليديين، إذ يُعتبر عاملًا دافعًا للخيبات المدمرة، والمعروفة أيضًا بالأحداث المناخية أو الكوارث الطبيعية. ازداد تواتر حدوث عواصف الشتاء وفترات القحط ودرجات الحرارة القصوى. حصل نحو 20 حدثًا متطرفًا سنويًا حتى عام 2000، ولكن تضاعف هذا العدد إلى 40 حدثًا سنويًا منذ ذلك العام. شهدت منغوليا 153 حدثًا متطرفًا بين عامي 2008 و2010، معظمها رياح شديدة وأعاصير وفيضانات نتجت عن جريانات المياه السطحية.
ارتفع متوسط درجة الحرارة السنوية في منغوليا منذ عام 1940 ما لا يقل عن (1.8) درجةً مئوية. يُعد هذا التحول في درجة الحرارة مسؤولاً عن زيادة القحط في المراعي، وبالتالي، انخفاض إنتاج الكتلة الحيوية. من المتوقع أن تزحف صحراء جوبي شمالاً بسرعة (6-7) كيلو مترًا / سنة، والتي من المتوقع أن تحد من انتشار المراعي.
يُعد هطول الأمطار على شكل شؤبوب لا تستطيع التربة تشرُّبه، من النتائج الأخرى لهذه التحولات الجوية. ستؤدي درجات الحرارة المرتفعة أيضًا إلى إذابة الجليدات الثلجية المرتفعة، وتحلل التربة الصقيعية، وجعل النباتات تقوم بالمزيد من عملية النتح.

## إزالة الغابات
تتمتع منغوليا بموارد حرجية منخفضة، ويُعد نمو غاباتها بطيئًا تبعًا لمناخها القاسي. ومع ذلك، تساعد الغابات في الحفاظ على ظروف المياه، ومنع تدهور وتقهقر التربة، والحفاظ على التربة الصقيعية، والسيطرة على انبعاث الغازات الدفيئة وغيرها من الانبعاثات الضارة. ومع ذلك، تقلصت هذه الموارد الحرجية المحدودة بسبب قطع الأشجار والحرائق والآفات والأمراض.
بحلول عام 2000، غزت الآفات أكثر من (1.2) مليون هكتارًا من الأراضي الحرجية، وأصبح أكثر من (300,000) هكتارًا من الغابات غير قادرًا على النمو بسبب انتشار تلك الآفات.
شهدت الحرائق تواترًا متزايدًا بسبب إهمال الأشخاص الذين دخلوا الغابة (كنيران المخيمات المتروكة دون أن تُطفأ، والأنشطة العسكرية، والآلات الزراعية)، ما زاد من تدهور الغطاء الحرجي. في عام 2008، وقع 178 حريقًا في الغابات، ما أثر على (927.990) هكتارًا من السهوب وتسبب في خسارة (17.6) مليار توغروغًا.
تُقطع الأشجار لاستخدامها بمثابة وقود، ويصل هذا القطع إلى (1.3) مليون مترًا مكعبًا من الخشب سنويًا. بالإضافة إلى ذلك، أدت تقنيات قطع الأشجار السيئة وعدم الكفاءة في صناعة الأخشاب إلى استخدام (60 %) فقط من الأخشاب المقطوعة لتحقيق الربح.
فُقد (10 %) من الغطاء الحرجي في منغوليا في الفترة الممتدة بين عامي 1980 و2000 نتيجة كل هذه العوامل. وقد تسبب إزالة الغابات هذا في انخفاض مستويات المياه الجوفية، والفيضانات المفاجئة، والمزيد من التصحر.
يوجد ثلاثة تشريعات أساسية في التعامل مع هذه القضية وهي «قانون الغابات» و«قانون حماية الغابات وحرائق المراعي» و«قانون فرض رسوم على حصاد الأخشاب وحطب الوقود». تنص هذه القوانين معًا على أنه يجب استخدام (70 %) أو أكثر من الدخل المكتسب من حصاد الأخشاب لحماية الغابات واستعادتها. وقد استُكملت هذه القوانين بلوائح وقرارات أخرى لحماية الغابات. على الرغم من ذلك، بقي معدل إعادة التحريج أقل من (15 %) اعتبارًا من عام 2004.

## التصحر
يُعرف التصحر بأنه عملية تحول الأراضي الخصبة إلى صحراء، وتتميز بفقدان الغطاء النباتي وزيادة مساحة الرمال وتجفاف المناطق الرطبة. شهدت (90 %) على الأقل من المراعي في منغوليا مستوى من التصحر. جف ما يصل إلى ثلث الأنهار أو تأثرت بظروف القحط في الفترة الممتدة بين عامي 1996 و2009. وقد وُجد أن التصحر في الغالب (87 % تقريبًا) ينتج عن عوامل بشرية وليس عن عوامل طبيعية. وتشمل هذه العوامل البشرية المنشأ الإفراط في رعي الماشية، وتعرية تربة الأراضي الزراعية، والحرق، وتغير المناخ.
تدهور الآن أكثر من (70 %) من المراعي في منغوليا، ونقص معدل نمو الغطاء النباتي خمسة أضعاف. وانخفضت المساحة المغطاة بالغابات بمقدار (383.600) هكتارًا منذ 2007 وحتى عام 2010.
أنشأت الحكومة المنغولية لجنة وطنية ومركزًا وطنيًا لمكافحة التصحر. أنفقت الحكومة (24.6) مليون دولارًا في الفترة الممتدة بين عامي 1990 و2001 على أربعة عشر مشروعًا لمكافحة التصحر في منغوليا.

## فقدان التنوع الحيوي
تدعم منغوليا التنوع الحيوي الطبيعي، نظرًا لنظمها البيئية الفريدة وغير المضطربة غالبًا. تمتلك منغوليا بعضًا من المجموعات الأخيرة للأنواع المهددة بالانقراض في العالم، ولديها العديد من الأنواع التي لا يمكن العثور عليها إلا في منغوليا. ومع ذلك، فإن التنوع الحيوي في منغوليا مهدد بسبب تزايد عدد سكانها واستغلالهم لمصادرها الطبيعية. تؤدي هذه الضغوط إلى أنشطة مثل الزراعة والتعدين والصيد في المناطق التي لم تكن مضطربة من قبل.
يجري اصطياد الأحياء البرية وحصادها بطرق متنوعة، بما في ذلك الاستخدام المباشر للحوم والمنتجات الحيوانية، والتسويق التجاري لهذه الحيوانات. تُصطاد كلًا من الغزلان والأسماك على نطاق واسع للمتاجرة بها. يُعد صيد الحيوانات النادرة والقيّمة من قبل الصيادين الأجانب الذين يحملون تراخيص خاصة ظاهرة أخرى موجودة في منغوليا.
اتخذت الحكومة المنغولية خطوات لمعالجة قضية فقدان التنوع الحيوي. بُنيت إحدى عشرة منطقة محمية في منغوليا اعتبارًا من عام 2002. وأقرت الحكومة أيضًا القانون المنغولي بشأن حماية البيئة (1995) والذي يتضمن التدريب البيئي والتعويض عن الأضرار البيئية والحوافز الاقتصادية لحماية البيئة ومشاركة المنظمات غير الحكومية في الحماية. وتشمل القوانين البارزة الأخرى القانون المنغولي للصيد (1995) الذي ينظم الحماية والاستخدام السليم للحيوانات التي يجري اصطيادها، والقانون المنغولي للنباتات الطبيعية (1995) الذي ينظم حماية واستعادة النباتات، وقانون المياه (1995) الذي يحمي مخزونات المياه وجودتها.

## التلوث

### تلوث الهواء

#### التلوث الداخلي
يمثل تلوث الهواء الداخلي مشكلةً في منغوليا، بسبب استخدام حرق الفحم والكتلة الحيوية بمثابة وقود داخل المنازل، بالإضافة للتهوية غير السليمة. يحتاج المنغوليون إلى الكثير من الطاقة للتدفئة بالإضافة إلى الطاقة اللازمة للطهي، وذلك بسبب الشتاء شديد البرودة في منغوليا (الذي يبلغ متوسط درجات الحرارة فيه أقل من 0 من نوفمبر وحتى مارس) بالإضافة إلى الليالي الباردة. يُعد الفحم في اليار (المساكن المنغولية التقليدية)، هو الشكل الأكثر استخدامًا للوقود، ويؤدي حرق الفحم والكتلة الحيوية الأخرى (مثل الخشب وبقايا المحاصيل وما إلى ذلك) في المواقد البسيطة إلى ارتفاع مستويات أحادي أكسيد الكربون والجسيمات المعلقة في الهواء داخل أماكن المعيشة.